# Victoria's Secret
Victoria's secret ("Викторијина тајна") је амерички дизајнер, произвођач и продавач женског веша, женске одеће и козметичких производа. Основана 1977. године као одговор на паковано доње рубље, чија је оснивачица сматрана "ружним, цветним штампаним најлонским ноћним рубљем", ова компанија је сада највећа америчка продавница женског доњег рубља.

## Историја

### 1977—1981.
Викторија'с сикрет су основали Рој Рејмонд и његова супруга Гаје, у Сан Франциску, Калифорнија, 12. јуна 1977.
Осам година пре оснивања Викторија'с сикрета, крајем шездесетих година, Рејмонд се срамио када је купио доње рубље за своју жену у робној кући. Њузвик је објавио како се осврнуо на инцидент из 1981. године:
"Када сам покушао купити доње рубље за моју жену", подсећа се, "био сам суочен са регалима од фротирних тканина и ружним бојама с ружичастим нијансама, а ја сам увек је имао осећај да продавци робне куће сматрају да сам непожељан уљез. " Рејмонд је провео следећих осам година проучавајући тржиште доњег рубља.
У време када је Рејмонд основао Викторија'с Сикрет, већина жена у Америци куповала је у робним кућама "Фруит оф ди Лум“,“ Ханес" и "Џоки" "спасавајуће предмете" за "посебне прилике" као што је медени месец. Чипкане танге и постављени грудњаци су током овог периода били, поред пернатих и провокативних пиратских костима Фредерика од Холивуда, ван понуде главних производа који су били доступни у робним кућама.
Године 1977. Рејмонд је позајмио 40.000 долара од својих родитеља и 40.000 долара из банке да би основао Викторија'с сикрет: продавницу у којој су мушкарци могли да се осећају удобно купујући доње рубље. Прва продавница компаније налазила се у трговинском центру Станфорд у Пало Алту, Калифорнија. 
Раимонд је одабрао име "Викторија" због краљице Викторије из Велике Британије, да би се удружио са префињеношћу викторијанске ере. "Тајна" је била оно што је било скривено испод одјеће. Појам "Анђели" долази од његове жене која је била у сестринству гдје је њихова маскота била лик анђела.
Викторија'с сикрет је у првој години пословања зарадила 500.000 долара, довољно да финансира експанзију из штаба и складишта на четири нове продавнице.
До 1982. године четврта продавница (још увијек у подручју Сан Франциска) додата је у 395 Сатер улуци.  Викторијина тајна остала је на тој локацији до 1990. године, када се преселила у већу улицу.
У априлу 1982. Рејмонд је издао свој 12. каталог; сваки каталог кошта 3 долара (еквивалентно 7.61 долара у 2017. години). Продаја у каталогу је износила 55% годишње продаје компаније у износу од 7 милиона долара 1982.
Викторија'с сикрет продавнице у овом тренутку су биле "нише играчи" на тржишту доњег веша.

### 1982—1983.
Године 1982. Викторија'с Сикрет је порасла на пет продавница, каталог од 40 страница, и износио је 6 милиона долара годишње. Рејмонд је продао Викторија'с Сикрет Инц. компанији Лесли Векнера, творца Лимитед Сторс Инц из Колумбуса, Охајо, за милион долара.
Године 1983. Векнер је обновио модел продаје Викторија'с Сикрет-а. Он је одбацио модел губитка новца од продаје женског веша мушким купцима и замијенио га са оним који се фокусирао на женске купце. Викторија'с Сикрет се трансформисала у главног произвођача који је продавао широко прихваћено доње рубље. "Нове боје, обрасци и стилови који су обећавали сексуалност, упаковани укусно, на гламурозан начин и привлачећи европским луксузом", намијењени су били жељама женских купаца. За наставак ове слике, каталог Викторија'с Сикрет наставио је праксу коју је Рејмонд започео:  наводећи сједиште компаније за каталоге на лажној адреси у Лондону, са стварним сједиштем у Колумбусу, Охајо.  Продавнице су редизајниране да би пробудиле дух Енглеске из 19. вијека.
Хауард Грос је преузео функцију предсједника са свог положаја потпредсједника 1985. У октобру те године Лос Анђелес Тајмс је објавио да је Викторија'с Сикрет крала тржишни удио у робним кућама; 1986. Викторија'с Сикрет је била једини национални ланац продавница доњег рубља.
Њујорк Тајмс је објавио брзу експанзију Викторија'с Сикрет–а из четири продавнице 1982. на 100 у 1986. а очекивања аналитичара су била да се до 1988. године повећа на 400.
Викторија'с Сикрет је 1987. године, наводно, била међу "најпродаванијим каталозима". Аналитичари су 1990. године процјенили да се продаја повећала за четворогодишњу, што је чини једним од најбрже растућих предузећа за поруџбину по пошти.
Њујорк Тајмс је то описао као "врло видљивог лидера", рекавши да је користио "неупадљиво секси фотографију високе моде, за продају доњег рубља средње цијене".
Викторија'с Сикрет је такође издала своју линију мириса 1992.

### 1990—2006.
До почетка деведесетих, Викторија'с Сикрет је била суочена је са празнином у менаџменту, што је довело до тога да се ланац квалитетног и привлачног доњег веша плаши сталних проблема са квалитетом. Хауард Грос, који је извео компанију на пут империје веша  од откупа Векнер-а из 1982. године, пребачен је у лоше произвођаче Ел Бренда, Лимитед Сторс. Бизнис вик је објавила да су "обе подјеле претрпиле".
Грејс Николс, која је постала предсједник и извршни директор почетком 1992. радила је на рјешавању проблема квалитета; њихова маржа је пооштрила, што је резултирало споријим растом профита.
Викторија'с Сикрет је представила Чудесни грудњак, који је зарадио два милиона у првој години, али се суочила са конкуренцијом од стране ВондерБра, Саре Ли, годину дана касније. Компанија је одговорила са ТВ кампањом.
До 1998. године тржишни удио Викторија'с Сикрета на интимном тржишту одјеће износио је 14%. Те године Вилторија'с Сикрет је ушла и на козметичко тржиште од 3,5 милијарди долара.
Компанија је 1999. године имала за циљ да повећа своју покривеност брендом Боди бај Викторија(Викторијино тијело).
У мају 2000. године Векнер је поставио Шарен Јестер Турни за нову извршну директорицу Викторија'с Сикрет Директ-а који је окренуо продају каталога, који су заостајали за другим дијеловима. Форбс је пренијео да је Турни, док је прелистала каталог Вицториа'с Сецрета изјавила: "Морамо напустити фокусирање на све то раздвајање."
Године 2000. Турни је почела редефинисати Викторија'с Сикрет каталог у нешто модерније што уједно приказује елеганцију какву посједује Вог али и удобност њихових производа.
Почевши од 2000. године, Грејс Николс, директор Викторија'с Сикрет Директ-а, водила је сличну промјену у продавницама Викториа'с Сикрета - одустајући од евокације 1800. године Енглеске (или Викторијанског бордела).

### 2006-данас
До 2006. године, 1.000 продавница у Сједињеним Државама чинило је једну трећину свих куповина у интимној индустрији одјеће.
У мају 2006. Векнер је промовисао Шарен Јестер Турни из каталога и онлајн јединице да води цијелу компанију.
У фебруару 2016. године, Турни је напустила мјесто генералног директора Викторија'с Сикрет-а након што је ту служила деценију. У 2016. години, директна продаја је порасла само за 1,6% и пала је за 7,4% у последњем кварталу године, гдје су обично били високи приходи због празника. Компанија је прекинула употребу каталога за штампу и испустила одређене категорије одеће, попут купаћих костима. Приходи од продаје су и даље стагнирали и падали почетком 2017.

## Производи

### Тренутни производи
- Пинк

### Купаћи костими
Године 2002. купаћи костим је био уведен и доступан преко веб странице и каталога; у посљедње три године, купаћи костим је постао лакше доступан у продавницама.
У априлу 2016, предсједник и извршни директор Лесли Х. Векнер објавио је ову изјаву коју је пријавио Е! Вијести:
"Након рекордне године, сада је најбољи тренутак да се побољша ... иде од најбоље до још боље. Ми радимо на тим промјенама како бисмо убрзали наш раст и јачали посао на дужи рок тако што смо сузили наш фокус и поједноставили наш модел рада. "
"Сигуран сам да су ове промјене неопходне за наше водеће брендове да постигну свој значајан потенцијал ... ипак, одлуке о људима су најтеже које треба направити, а ми водимо рачуна да подржимо сараднике на које те промјене утичу. "

### Недавна историја производа
Викторија'с Сикрет је 2010. године покренула Невјероватни грудњак.
Године 2012, Године је покренута Викторија'с Сикрет Дизајнер колекција коју је Вог описао као "прву високу линију компаније доњег веша ".
У 2016. години Викторија'с Сикрет је престала са продајом купаћих костима, обуће, прибора и одјеће.
Године 2017. Викторија'с Сикрет је почела стављати више нагласка на бралете (грудњаке без подлактице, често намијењене видљивој носивости) и спортске грудњаке (под ознаком Викторија Спорт) како би се обратили млађој бази купаца.

### Викторија'с Сикрет продаје
Производи Викторија'с Сикрет који су остали након сезоне продају се по сниженим ценама преко своје онлајн продавнице. Велика распродаја се појављује за вријеме црног петка и два пута годишње као полугодишња распродаја. Поред тога, онлајн продавница има непрекидну серију привремених специјалних понуда, од којих већина захтијева од корисника да унесу промотивни код приликом провјере.

## Оперативне подјеле
Операције Викторија Сикрет-а су организоване у три дивизије: Викторија'с Сикрет Сторс (продавнице), Викторија'с Сикрет Директ (онлајн и каталог операције) и Викторија'с Сикрет Бјути (њихова линија за козметику). Компанија послује у сљедећим малопродајним формама: опште робне куће, продавнице одјеће.

### Викторија'с Сикрет продавнице
Године 2000. Лос Анђелес Тајмс је објавио да је Викторија'с Сикрет наставила праксу ослањања "на Британски ваздух" - или оно на што се ланац у Охају ослања да је британски.
Током деведесетих година, Викторија'с Сикрет је доживјела повећање продаје од 30% након коришћења анализе у свом складишту података у којем се специфично чувају стилови, величине и боје од којих су се грудњаци продавали.
Од 2010. године постоји 1.000 продавница ове робне марке, и 100 независних Викторија'с Сикрет Бјути продавница у Сједињеним Државама, углавном у трговачким центрима. Продају низ грудњака, гаћица, чарапа, козметике, пића и других производа. Викторија'с Сикрет годишње шаље више од 400 милиона својих каталога.
Током деведесетих година прошлог вијека, величина трговине порасла је са просјечних 130 квадратних метара на између 371 и 464 квадратних метара. Просјечна Викторија'с Сикрет продавница је 2002. године износила 557 квадратних метара.

### Међународна експанзија
До раних 2000-их, менаџмент Викторија'с Сикрета је активно одлучио да се она не прошири ван Сједињених Држава. Напор да се настави раст, у комбинацији са суочавањем са зрелим америчким малопродајним тржиштем довело је до промене у тој одлуци . Викторија'с Сикрет најавила је план да се компанија прошири у Канаду 2010. Компанија је отворила 23 продавнице у Канади смјештене у Алберти, Британској Колумбији, Манитоби, Онтарију, Квебеку, Новој Шкотској и Саскачевану.
У новембру 2005. компанија је отворила свој први бутик у Уједињеном Краљевству на аеродрому Хитроу. Ово је уследило 2009. године са неколико Викторија'с Сикрет Травел и туристичких продавница које су смјештене на аеродромима изван Сједињених Држава. То укључује локације на међународном аеродрому Схипхол, Холандија.
Викторија'с Сирет отворила је своју прву продавницу у Вестфилд Шопинг Центру у Стратфорду, Лондон  24. јула 2012. Њихова водећа продавница од 3.752,0 m² у улици Њу Бонд у Лондону отворена је 29. августа 2012. године, и даље ће се ширити широм Велике Британије. Од 2013. године продавнице су отворене широм Велике Британије у Лидсу, Манчестеру, Шефилду, Бирмингему, Бристолу и Лондону укључујући Вестфилд Лондон, Блуватер и Брент Крос. Од 2016. године у Уједињеном Краљевству постоји 15 трговина.

### Међународне франшизе
Током 2010. године, Викторија'с Сикрет се проширила франшизама на међународном нивоу.
Прва франшизна продавница у Латинској Америци отворена је у Исла Маргарити, Венецуела 25. јуна 2010. године, након чега су остале продавнице у тој земљи. У Боготи у Колумбији, у јулу 2012. године продају козметику и додатке. Анђелова група, колумбијска компанија која управља франшизом, планира да отвори 10 продавница у Колумбији. Викторија'с Сикрет такође планира отварање продавнице у ексклузивном Мултиплаза Малу у Сан Салвадору, Ел Салвадор.
У 2010. Години, M.H. Alshaya Co. је отворила прву продавницу у региону Блиског истока у Кувајту. M.H. Alshaya Co. управља франшизом Викторија'с Сикрет која се налази у Марина Мал-у, укључује козметичку и брендирану опрему, али је изостављена линија доњег рубља овог бренда.
Прва карипска продавница бренда отворена је у новембру 2011. године у Сан Хуану, Порторико. У Санто Домингу, Доминиканска Република у Агори, (углавном продају козметичке производе и додатке).
Прва Пољска продавница отворена је у јулу 2012. године у трговачком центру Злоте Тараси у Варшави, а њом управља M.H. Alshaya Co. То је била прва Викторија'с Сикрет франшизна продавница у Европи, и отворена је само дан прије прве британске продавнице у Лондону.
Прва српска Викторија'с Сикрет продавница отворена је у јануару 2014. године на Аеродрому Никола Тесла у Београду. Ово је била прва Викторија'с Сикрет продавница која се отворила у бившој Југославији.

### Вицториа'с Сикрет Директ

#### Каталог
Прије увођења електронске трговине, каталози пружали су и информативно и узбудљиво искуство у удобности дома потрошача.
Каталог под Рејмондовим руководством преузео је облик врхунске верзије Фредерик-овог каталога холивудског доњег рубља, који је сензуалнији од каталога објављеног под будућим руководством Лимитед. 1982. Викторија'с Сикрет каталог кошта 3 долара.
Њујорк Тајмс је објавио да је финансијски успех Викторија'с Сикрета утицао на остале каталоге, који су се промјенили, да би представљали доње рубље као "романтично и сензуално, али укусно", у којима се модели фотографишу у дамским позама спојеним са елегантним позадинама.
Ово је довело до тога да Викторија'с Сикрет доминира у области за "доње рубље и секси веш." Каталози су омогућили потрошачима да прегледају читав спектар понуде производа, различитог стила, боје и платна. Викторија'с Сикрет прихвата наруџбине из каталога преко телефона 24 сата дневно.
Лос Анђелес Тајмс описао како је каталог из 2000. године постигао "слиједбеништво као да је представљао култ".

### Е-трговина
Године 1995. Почели су изградњу своје веб странице коју је компанија покренула након три године развоја, у 18 часова. 4. децембра 1998. године, користећи домен VictoriasSecret.com.
Гледаоци који су се пријавили на веб страницу да погледају прву интернет презентацију своје модне ревије 3. фебруара 1999. године, нису успјели да виде вебкаст због интернет инфраструктуре. Викторија Сикрет није била у могућности да задовољи потребе корисника што је довело до тога да неки корисници нису могли гледати вебкаст.

### Викторија'с Сикрет Бјути
Лимитед, Инк 1998. је створио Интимат Бјути Корпорацију са мандатом да успостави групу компаније за љепоту, а Викторија'с Сикрет Бјути је прва компанија у портфолију фирме.
У новембру 2012. Сузи Култер је постала предсједник ове дивизије за козметичку дјелатност компаније која се налази у Њујорку.

## Корпоративни послови

### Власништво
Викорија'с Сикрет је била почетном власништву Лимитед-а. Године 2002. Векнер је реорганизовао Викторија'с Сикрет у Лимитед; претходно, матична компанија била је Интимат Брендс, компанија са посебним тржиштем чији је председник био Ед Разек.
До 2006. године, 72% прихода ограничених брендова и готово свих њихових прихода долазило је из њихових јединица Викторија'с Сикрет и Батх & Боди Воркс.

### Структура управљања

#### Викторија'с Сикрет продавнице
Године 1985. Хауард Грос је унапређен у предсједника од мјеста потпредсједника. 1991. Грејс Николс је замијенила Гроса као председника. Николсонова је раније била извршни потпредсједник и генерални менаџер трговачког одјељења за Лимитед веш.
Године 1998. је Цинтиа А. Филдс постала предсједник и извршни директор компаније.

#### Викторија'с Сикрет Директ
У мају 2000. Векнер је поставио Шарен Турни, за новог извршног директора Викторија'с Сикрет Директа.

#### Викторија'с Сикрет Бјути
У мају 2006, Кристин Бјучамп је проглашена за предсједника и генералног директора Викторија'с Сикрет Бјути. Бјучамп је наслиједила Шаши Батру 2009. Робин Бeрнс је био директор директора Викторија'с Сикрет Бјути.

#### Запис о животној средини
Након двогодишњег притиска група за заштиту животне средине, матична фирма и конзерваторска група су постигли споразум о томе да би каталог доњег веша требало учинити еколошки прихватљивим 2006. Каталог више не би био прављен од целулозе која се испоручује из шумског подручја Канаде, осим уколико није потврђено од стране Савјета за шумарство. Каталози ће такође бити направљени од 10% рециклираног папира.
Компанија је купила органски и Фер Трејд памук да направи неке од њихових гаћица.

#### Производња
Током 2006. године пријављено је да је Викторија'с Сикрет плаћала радницима 7 долара дневно како би правили грудњаке у тајландским фабрикама.
Једна десетина од свих грудњака добијена је преко Интимате Фешн-са, произвођача са фабрикама у јужном индијском граду Гудуваншери.
Као посљедица споразума о слободној трговини између Јордана и Сједињених Држава, који се повлачи из стандарда успостављених деведесетих година прошлог вијека, услови рада у Јордану упоређени су са радом ропства.

## Корпоративни идентитет

### Име
Прије продаје у 1982, фирма је била Викторија'с Сикрет, Инц., а потом је име промењено у Викторија'с Сикрет Сторес, Инц. Предузеће је 2005. Године име промјенило у Викторија'с Сикрет Сторес, ЛЛЦ.

### Маркетинг партнери
Почетком осамдесетих, Викторија'с Сикрет је користила ФЦБ / Лебер Катз Партнерс за развој свог бренда, маркетинга и оглашавања.
Године 1989., ФЦБ и Викторија'с Сикрет су извршили националну рекламну кампању која је по први пут у историји компаније приказала сјајни инсерт од десет страна који се појавио у новембарском издању Еле, Вог, Ванити Фер, Викторија, Хаус Бјутифул, Бон Апетит, Њу Вуман и Пипл магазин. Каталози су обустављени почетком 2016. године.

### Маркетинг
Викторија'с Сикрет Фешн Шоу је годишњи "детаљни маркетиншки алат за ограничене марке". Шоу представља мјешавину лијепих модела одјевених у доње рубље и забављача А листе "И сваке године постаје све мање о моди и више о шоу".
Компанија је постала озлоглашена почетком деведесетих година прошлог вијека, пошто је почела да користи супермоделе у својим рекламним и модним ревијама. Током 2000-их одбили су сличне моделе и подршку познатих.
Године 1999., 30 секунди њихове Супер Бовл рекламе довело је до милион посјета на сајту компаније у року од сат времена емитовања.
Бренд се обратио друштвеним мрежама у 2009. години, отварајући званичну Фејсбук страницу, а касније и званичне Твитер и Пинтерест налоге. Такође је проширила своју веб страницу како би убацила садржаје иза сцене, из свог каталога и комерцијалних снимака, као и своју модну ревију.
Компанија је створила кампању на тржишту своје линије "Боди", назване "Перфект Боди". Кампања је изазвала значајне контроверзе, с многим изворима који кажу да ће смањити самопоштовање жена јер не обухватају све врсте женског тијела.

## Викторија'с Сикрет модна ревија
Године 1995. Викторија'с Сикрет почела је одржавати свој годишњи Викториа'с Сикрет Фешн Шоу, који се емитује на америчкој телевизији. Почевши од модне ревије из 1995. године, они су "комбинација самоувјереног уздизања жена и воајеристичких задовољстава за мушкарце - а доње рубље постаје главна забава".
Кен Веил, потпредсједник Викторија'с Сикрет-а, и Тим Плзак, одговорни за ИТ у матичној компанији, водили су прву онлајн пројекцију своје модне ревије 1999. Веб-емисија од 18 минута која је емитована 2. фебруара 1999. године била је у то вријеме највећи догађај интернета. Интернет презентација из 1999. године пријављена је као неуспјех, од стране неколико новина због неуспјеха неког корисника да гледају емисију на којој су Тајра Банкс, Хејди Клум и Стефани Сејмор  као резултат технологије која није успјела да испуни потребе корисника на мрежи, која је довела до загушења мреже. Све у свему, интернет презентација компаније је имала преко 1,5 милиона посјета. [132
До 2011. године буџет за модну ревију износио је 12 милиона долара у односу на буџет прве емисије од 120.000 долара.

## Викторија'с Сикрет Анђели
Викторија'с Сикрет је започела са радом са реномираним моделима почетком деведесетих, запошљавајући Стефани Сејмор, Карен Мулдер, Јасмен Гаури и Џил Гудакре. Ови модели су помогли убрзању ширења бренда, и ускоро су приказани у телевизијским рекламама. Вероника Веб је једна од оригиналних Викторија'с Сикрет модела.
Анђели су једна од линија доњег веша, која је лансирана 1997. године са комерцијалном представом Хелен Кристенсен, Карен Мулдер, Даниеле Пештове, Стефани Сејмор и Тајре Бенкс, као и поп звијезде Том Џонс. Комерцијална реклама била је велики успех, а Анђели су почели да се баве различитим рекламама, заједно са другим моделима бренда, као што су Јасмен Гаури, Инес Риверо и Летитиа Каста. Од тада па надаље, термин "Анђео" почео је да постаје синоним за уговоре портфолија за бренд.
Сејмор, Мулдер, Пестова, Банкс, Каста и нови бразилски модел Милена Гомес били су сви на сајту Викторија'с Сикрет вебкаст-а и учествовали су у промоцији као модели бренда . Почевши од 2001. године, емисија је приказана на телевизији и обично приказује почетну поставу, почевши од Пестове, Бенкс, Клум, Адриане Лиме и Жизел Биндшен [нб 1] 2004. године, због контроверзе Супер Бовла , умјесто телевизијске емисије, послали су својих пет модела (Бенкс, Клум, Биндшен, Адриана Лима и Алесандра Амбросио) на турнеју под називом Анђели по Америци, тада је ова ријеч постала синоним за ове моделе. Посљедњи оригинални Анђео, Тајра Бенкс, отишла је сљедеће године, када су ангажоване Каролина Куркова, Селита Ебанкс и Изабел Гулар.
Међу другим признањима, њихови Анђели су изабрани да буду дио годишњег издања "100 Најљепших људи у свијету" 2007. године  и постао је први заштитни знак који је 13. новембра награђен звијездом на Холивудској стази славних, 2007, са Клумовом, Лимом, Амбросио, Курковом, Гуларовом, Ебанксовом, Марисом Милер и Мирандом Кер. 2009. године објављено је да су брендови ангажовали Кендис Свонепул, Роузи Хантингтон-Вајтли, Шанел Иман, Емануелу де Паулу и Линдзи Елингсон. Међутим, Де Паула је одсуствовала са модне ревије, а њеном мјесту се придружила Ерин Хитхертон, уз анђеле (Клум, Амбросио, Кер, Милер, Кроес и Бехати Принсло, а Лима је била на породиљском одсуству). Бренд је такође одржао такмичење на националном нивоу да би ангажовао новог "Анђела писте" (као што су названи сви модели који шетају у емисији), Кили Бисути је била крунисана као побједник, али се убрзо раздвојила са бренда. У наредних годину и по Свонепул, Хантингтон-Вајтли, Иман, Хитертон и Елингсон су сви откривени као анђели.
Одржане су разне турнеје са анђелима, као што су Бомбшел Тура 2010. (са Лауром Крогон, Софијом Тимпано, Кејти Брајан и новом запосленицом Лили Олдриџ), VSX турнеја 2013. године (са Свонепул, Амбросио, Елингсон и Олдриџ) и Свим Тура у 2013. години (са Свонепул, Елингсон и Хитертон). Анђели су у великој мјери представљени на друштвеним медијима бренда, укључујући и краткотрајну Фејсбук апликацију у периоду 2013-2014, наглашавајући Анђеле (затим Лима, Свонепул, Елингсон, Олдриџ и Карли Клос), као и Лаис Рибеиро, Тони Гарн, и Барбару Палвин.
Елингсон, Кроес и Клос су сви напустиле бренд убрзо након модне ревије 2014. остављајући бренд са само 5 анђела. У 2015. години, анђели, као и модели Елза Хоск, Џоан Смолс, Лаис Рибеиро, Марта Хант, Џезмин Токес, Стела Максвел и Моника 'Јац' Јагациак учествовале су на првом Свим Специјалу. Убрзо након тога, у највећој групи која је икада запошљена, све су осим Смалс откривене као анђели, заједно са Лаис Рибеиро и Саром Сампаио, као и Кејт Григориевом, Тејлор Хил и Роме Стријд. Сљедеће године одступиле су Јагациак и Григориева, док је на списак додана Жосефин Скривер. 2017. године, Алесандра Амбросио је објавила да ће годишња модна ревија бити њена посљедња.

## Критика и контроверзе

### Утицај на норме социокултурних слика тијела-2008.
У чланку "Викторијина прљава тајна: како социо-културне норме утичу на дјевојчице и жене" коју су написали Страхан, Лафранс, Вилсон и Етиер са Универзитета Вилфрид Лауриер, заједно са Спенсером и Заном са Универзитета Ватерло, изјавили су да на женско незадовољство тијелом утичу социо-културне норме, са наметнутим идеалним изгледом који је присутан у друштву и нарочито усмерен на жене. Ове норме кажу женама да су цијењене због њихових тијела, физичког изгледа и привлачности. Дјевојке старије од 10 година започињу дијете јер се боре са својом тежином и тјелесном перцепцијом. Ово ће се наставити током њиховог животног вијека. Викторија'с Сикрет шаље поруку овим дјевојчицама и женама да су њихови модели стандард љепоте. Модели се приказују на ТВ рекламама, огласима и часописима што значи да се виђају свакодневно. Дјевојке се упоређују са овим високим, нереалним стандардима који медији постављају. Жене у овим огласима су високо објективне, идеализоване и сексуализоване. Ако жене осећају да морају да испуњавају овај стандард социокултурних норми, само говоре мушкарцима да је у реду објективизовати и сексуализовати жене. У чланку се закључује: "Излагање друштвеним порукама које одражавају социокултурну норму идеалног изгледа има као посљедицу негативан утицај на жене".

### Тужбе против формалдехида – 2009.
Године 2009. Викторија'с Сикрет је неколико пута била оптужена. Тужбе су наводиле да је доње рубље садржало формалдехид који је изазивао јаке осипе женама које су га носиле. Шест предмета је поднијето у Охају и два на Флориди. Најмање 17 других тужби је поднијето у шест других држава након јануара 2008. Тужитељица је одбила да уради једноставан тест да би утврдила прецизан узрок реакције, а њен случај је касније повучен.
Формалдехидски савјет је издао изјаву да се формалдехид брзо испушта у ваздух, воду и сунчеву светлост.

### Дјечији рад – 2012.
Током 2012. године испитиван је добављач Викторија'с Сикрет по питању кориштења дјечијег рада у сакупљању памука који се користи за производњу њихових производа.

### Го Ист колекција веша-2012.
Компанија је изазвала критику новом колекцијом доњег рубља под називом "Идите на исток" која је обећавала женама да се " препусте додиривању источног задовољства инспирисаног изврсном лепотом тајних јапанских вртова". Колекција је укључивала мекану мрежицу "Секси Литле Гејша" са "заводљивим изрезима и цвјетним дизајном инспирисаним истоком".
Уклонили су колекцију са азијском тематиком која је трговала сексуализованим, азијским етничким стереотипима.

### Кампања савршеног тијела-2014.
У 2014. петиција против ново издате колекције доњег рубља под називом "Тијело" створена је када су постер огласи приказивали ријечи "САВРШЕНО ТИЈЕЛО "" преко ЊИХОВИХ познатих анђела. Петиција, док је постала популарна на друштвеним медијима, захтијевала је од Викторија'с Сикрет-а да се "извини и преузме одговорност за нездраве и штетне поруке које њихова кампања" Савршено тијело "шаље о женским тијелима, и како их треба посматрати."
Петиција је такође захтијевала промјену текста на огласима компаније, на нешто што не промовише нездрав и нереалан стандард љепоте ", тражећи од компаније да не користи такав штетан маркетинг у будућности. Подносиоци су створили хештаг "#iamperfect" на Твитеру. Петиција је имала преко 30.000 потписа.
Иако никад није било званичног извињења, Викторија'с Сикрет је примила петицију и промијенила ријечи у својој рекламној кампањи на "ТИЈЕЛО ЗА СВА ТИЈЕЛА".

### Одобрење за културу – 2016.
На фешн шоу 2016. бренд је оптужен за "адаптацију културе" током сегмента "The Road Ahead" који је био инспирисан кинеском културом. Пламен реп Кендал Џенер, костим змаја Елзе Хоск, и висока везена чизма Адриане Лиме је изазвала узбуђење, јер су многи мислили да је непримјерено за жене других култура да носе оне ствари које су толико значиле кинеској култури. Разлог Викторија'с Сикрет, да направи овај сегмент за модну ревију 2016. Године био је због њихове недавне експанзије на кинеско тржиште. Мислили су да би то био добар начин да се обратите новим кинеским купцима. Из бренда није пуштено извињење или било каква изјава.